# A Coroação de Napoleão
A Coroação de Napoleão (em francês: Le Sacre de Napoléon) é uma pintura de 1807 do artista francês Jacques-Louis David. A obra retrata o momento da coroação de Napoleão Bonaparte como Imperador da França na Catedral de Notre-Dame de Paris, em 2 de dezembro de 1804. A pintura, de dimensões impressionantes, possui dez metros de largura e seis metros de altura, e integra o acervo do Museu do Louvre. Na obra, é possível observar Josefina de Beauharnais, esposa de Napoleão, a receber a coroa das mãos de seu marido, que por sua vez, é observado pelo papa Pio VII.

## Contexto histórico
A pintura foi encomendada pelo próprio Napoleão Bonaparte em setembro de 1804, meses antes de sua coroação. David, no entanto, deu início aos trabalhos em 21 de dezembro de 1805 na antiga capela do Colégio de Cluny, nas proximidades da Sorbonne, que lhe servia de ateliê. Com auxílio de seu aprendiz, Georges Rouget, o pintor retocou a pintura pela última vez em novembro de 1807. De 7 de fevereiro a março de 1808, a obra ficou exposta ao público, porém permaneceu sob propriedade do pintor até 1819, ano que em que foi devidamente cedida aos Museus Reais, permanecendo em reserva até 1837. Sob ordens do Rei Luís Filipe, a pintura foi instalada na Salle du Sacre, do Palácio de Versalhes. Somente em 1889 foi transferida ao Louvre, onde permanece até aos dias atuais.
Em 1808, ano de apresentação da obra pela primeira vez, investidores norte-americanos encomendaram uma réplica a David. O pintor começou a trabalhar na réplica no mesmo ano, tendo finalizado-a em 1822, durante seu exílio em Bruxelas. Em 1947, a réplica foi transferida para a França e abrigada no Palácio de Versalhes.

## Composição

### Personalidades retratadas
O quadro retrata as seguintes figuras, identificadas pelos números:[carece de fontes?]
1. Napoleão I (1769 - 1821): de pé, em trajes de coroação provavelmente inspirados pelos de imperadores romanos. As demais personagens da pintura atuam como meros espectadores passivos de Napoleão. O imperador francês segura a coroa sobre sua própria cabeça, coroando-se a si mesmo, e não sendo coroado pelo papa Pio VII.
2. Josefina de Beauharnais (1763 – 1814): de joelhos em posição submissiva, conforme estalecido pelo Código Civil. Recebe a coroa das mãos de seu esposo, e não do Papa. Suas vestes são de seda, de acordo com um esboço de Jean-François Bony.
3. Maria Letícia Ramolino (1750 – 1836): a mãe de Napoleão, foi posicionada na galeria inferior pelo pintor. Ocupa um lugar de maior importância do que o Papa ali presente. Na realidade, ela não participara da cerimônia em protesto às rivalidades de Napoleão e seus irmãos, José e Luciano.
4. Luís Bonaparte (1778 – 1846): Posteriormente, coroado Rei da Holanda, casou-se com Hortênsia de Beauharnais, filha de Joséphine.Pai de  Napoleão III de França,mais tarde presidente da Segunda República Francesa e Imperador da França.
5. José Bonaparte (1768 – 1844): Não havia sido convidado e não esteve presente na cerimônia devido a disputas com Napoleão,assim como seu irmão Luciano. Na verdade, foi um dos motivos pelos quais sua mãe também não compareceu. Após a coroação, no entanto, recebeu o título de Príncipe Imperial, e eventualmente assumiu os tronos de Nápoles e da Espanha em 1806 e 1808, respectivamente.
6. Napoleão Carlos Bonaparte (1802 – 1807): filho de Luís Bonaparte e Hortênsia de Beauharnais. Faleceu precocemente aos 5 anos de idade devido a Laringotraqueobronquite.
7. As irmãs de Napoleão, representadas coletivamente.
8. Charles-François Lebrun (1739 – 1824): Antigo Terceiro Cônsul, posto que dividiu com Napoleão e Cambacérès. Durante o período imperial, assumiu o título de Príncipe Arquitesoureiro de Napoleão.
9. Jean Jacques Régis de Cambacérès (1753 – 1824): Arqui-chanceler e Príncipe do Império.
10. Louis-Alexandre Berthier (1753 – 1815): Ministro de Guerra durante o Consulado.
11. Charles-Maurice de Talleyrand-Périgord (1754 - 1838): Ministro dos Negócios Estrangeiros.
12. Joaquim Murat (1767 - 1815): Marechal da França e rei de Nápoles.
13. Papa Pio VII (1742 - 1823): Sucessor do Papa Pio VI, foi o 251°Papa da Igreja Católica e membro da Ordem de São Bento. Apenas observa passivamente Napoleão a coroar sua esposa Joséphine.